# 25367 Cicek
25367 Cicek è un asteroide della fascia principale. Scoperto nel 1999, presenta un'orbita caratterizzata da un semiasse maggiore pari a 2,4695333 UA e da un'eccentricità di 0,0742333, inclinata di 3,40261° rispetto all'eclittica.